# Varenna
Varenna es una localidad y comune italiana, situado a orillas del Lago di Como, de la provincia de Lecco, región de Lombardía, con 859 habitantes.

## Evolución demográfica
| Gráfica de evolución demográfica de Varenna entre 1861 y 2001 |
|                                                               |
| Fuente ISTAT - elaboración gráfica de Wikipedia               |

## Galería

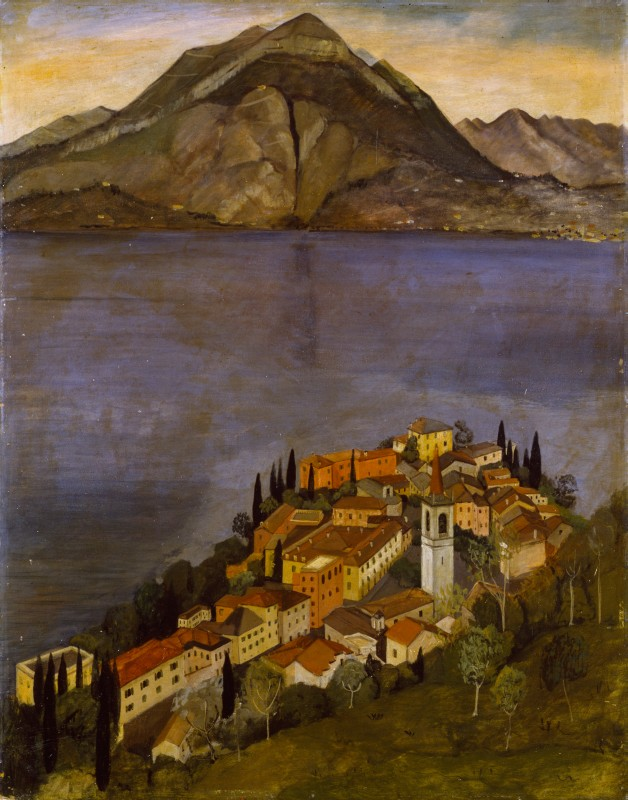
Varenna por el pintor Piero Fornasetti (1913-1988)
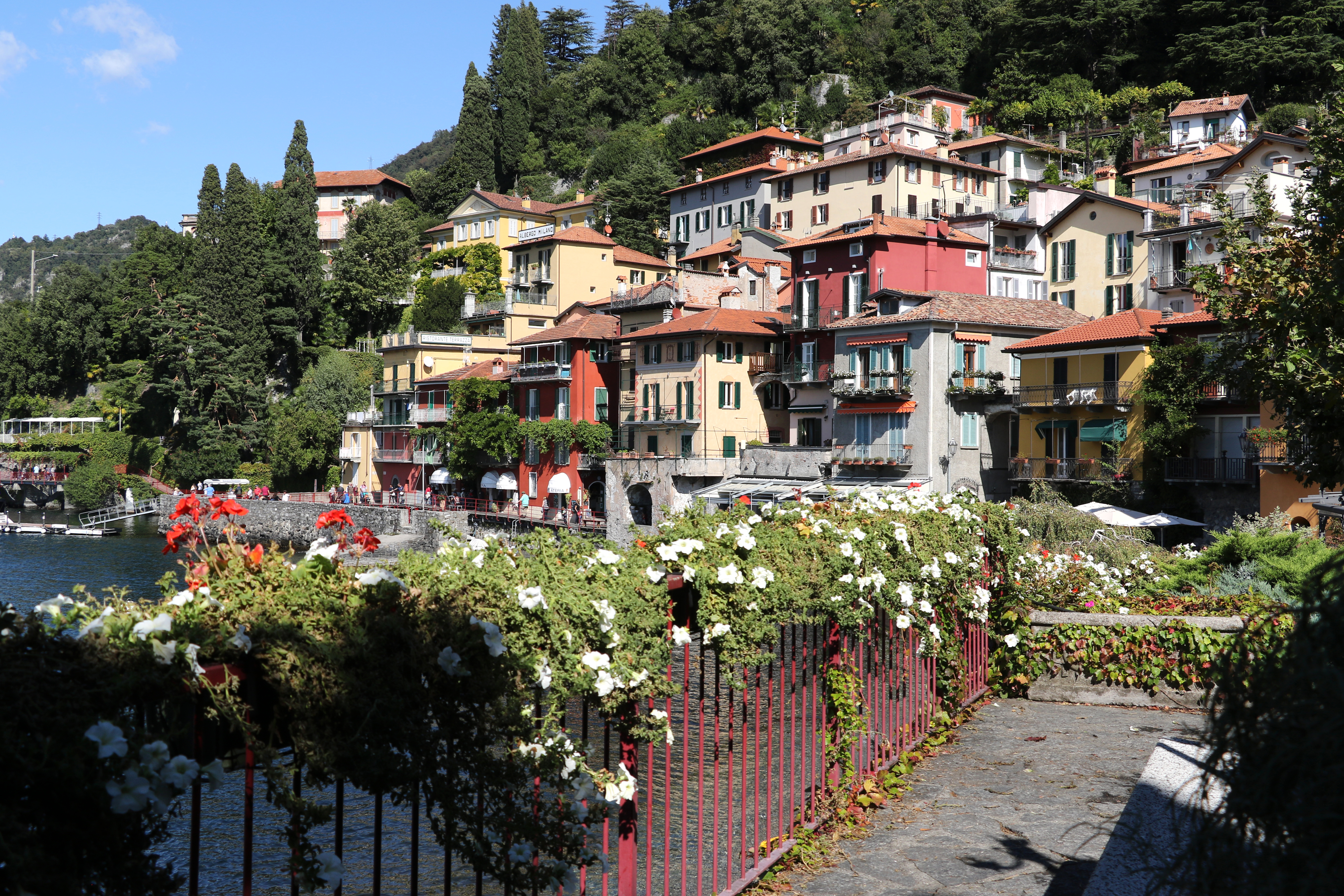
Varenna